# Ciáurriz
Ciáurriz (Ziaurritz en euskera y cooficialmente) es una localidad española y un concejo de la Comunidad Foral de Navarra perteneciente al municipio de Odieta. Está situado en la Merindad de Pamplona, en la Comarca de Ultzamaldea. Su población en 2014 fue de 69 habitantes (INE).